# Византология
Византологията е интердисциплинарен клон на хуманитарните науки, чийто предмет на изследване са историята, културата, демографията, религията, облеклото, монетите, музиката, изкуството, литературата, епиграфията, науката, икономиката и политиката на Византийската империя.
За основател на дисциплината се счита немският филолог Йеронимус Волф (1516 – 1580) – ренесансов хуманист, популяризирал познатото днес название на Източната Римска империя – Византия или Византийска империя. Във Франция през XVII век Шарл Дюканж създава речник на средновековния гръцки език (Glossarium mediæ et infimæ græcitatis, 1688), който и до днес не е загубил значението си. През XVIII век дисциплината търпи развитие с труда „Залез и упадък на Римската империя“ на Едуард Гибън.
Византологията намира последователи още през ХVІ век и извън границите на Свещената Римска империя – сред ренесансовите творци и изследователи в Нидерландия и Италия.

## Български византолози
- Димитър Ангелов
- Георги Бакалов
- Иван Дуйчев
- Василка Тъпкова-Заимова
- Христо Матанов
- Петър Ников
- Васил Гюзелев